# Wolfgang Henze
Wolfgang Henze (* 1904 in Köthen; † 18. Mai 1969 in Berlin) war ein deutscher Keramiker und Hochschullehrer in der DDR.

## Leben und Werk
Henze besuchte von 1919 bis 1922 die Kunstgewerbeschule Dessau, die Keramische Fachschule Bunzlau und dann die Gewerbefachschule Köthen, an der er 1925 das Hauptexamen als Keramik-Ingenieur bestand. Als anerkannter Fachmann veröffentlichte er seitdem in der Fachpresse, u. a. im Taschenbuch für Keramiker 1932, in Deutsche Ton- und Ziegelzeitung und Keramische Rundschau.
Henze nahm als Soldat der Wehrmacht am Zweiten Weltkrieg teil. Nach dessen Ende gehörte er 1946 als Werkmeister zu den ersten Lehrkräften an der Kunsthochschule Berlin-Weißensee. Er richtete die Keramikwerkstatt ein, die er von 1946 bis 1969 leitete. 1946 wurde er von der Deutschen Wirtschaftskommission zum Professor berufen. Er wurde später Prorektor. Er arbeitete u. a. mit Jan Bontjes van Beek, nach dessen Weggang 1950 er seine Werkstatt fortführte, Rudolf Kaiser, Ernst Vogenauer und Fritz Panndorf zusammen. Henze vertrat eine praxisbezogene Ausbildung und setzte sich für die „Verständigung von Architekten und Keramikern“ ein.
Zu seinen Schülerinnen und Schülern gehörten u. a. Astrid Danegger, Johann Kwederawitsch, Gottfried Löffler (1939–1985), Maria Merz, Hubert Petras, Christa Petroff-Bohne, Hildegund Sell, Ellinor Symmangk, und Bärbel Thoelke.
Als Keramiker schuf Henze vor allem Vasen, Schalen und Kummen, aber auch einige Service, die er auf der Drehscheibe oder im Gießverfahren herstellte. Charakteristisch für seine Arbeiten sind ruhige, harmonisch gestaltete, klassisch-strenge Formen. Teilweise orientierte er sich an ostasiatischen Techniken. Mehrere von Henze entworfene Arbeiten gingen in die Massenproduktion, z. B. ein stapelbares Pressglas-Sortiment. Er war als Wissenschaftler international anerkannt und als Spezialist für aufwendige Glasuren führend unter den DDR-Keramikern seiner Zeit. Sein Wirken als Keramiker blieb jedoch außerhalb von Expertenkreise weitgehend unbekannt, unter anderem da er seine Gefäße hauptsächlich als Unikate und in Kleinserien herstellte und von ihm entworfene Baukeramiken anonymisiert eingesetzt wurden.
Henze war auch verantwortlicher Redakteur von DDR-Fachzeitschriften (ab 1934 Redakteur der Baugilde, Mitbegründer der Silikattechnik) und veröffentlichte in der DDR eine bedeutende Zahl von Fachaufsätzen.

## Öffentliche Sammlungen mit Werken Henzes (unvollständig)
- Berlin: Kunstgewerbemuseum Berlin
- Berlin: Keramik-Museum Berlin
- Frankfurt/Main, Deutsches Design Museum
- Freiberg: Stadt- und Bergbaumuseum
- Leipzig: Grassi Museum für Angewandte Kunst

## Werke

### Keramik
- Vase (grün-graue Kristallglasur; Stadt- und Bergbaumuseum Freiberg)[4]
- Blumenvase und Steinzeugkumme (Deutsches Design-Museum)[5]
- Teekanne (Deutsches Design-Museum)[6]

### Publikationen Henzes
- Glasuren: Entwicklung und Eigenschaften von Töpfer- und Steingutglasuren. Das Reissen und Abplatzen der Glasuren und ihre Kontrolle. Anleitung zum Berechnen von Glasuren. Knapp, Halle/Saale, 1951
- Architektur- und Baukeramik. VEB Wilhelm Knapp Verlag, Halle/Saale, 1955
- Ornament und Dekor. Verlag der Kunst, Dresden, 1958
- Keramiker für die Praxis gerüstet. In: Bildende Kunst, Berlin, 2/1968, S. 32–35 (mit Rudolf Kaiser)

## Ehrungen
- Dr.-Theodor-Neubauer-Medaille
- Verdienstmedaille der DDR
- 1962: Goldmedaille der Internationalen Keramikausstellung Prag

## Selbstreflexion
„Aufgabe des Gestalters von Industrieerzeugnissen ist die verantwortungsbewusste Entwicklung produktionsreifer Serienmodelle, die sich durch technische Vollkommenheit, Zweckmäßigkeit, Schönheit und Preiswürdigkeit auszeichnen. Er schafft auf seinem Tätigkeitsgebiet das für unsere gesellschaftlichen Erfordernisse Gültige und Wertvolle als Ausdruck lebensverbundenen fortschriftlichen [sic] Geistes.“

## Ausstellungen (unvollständig)
- 1962: Prag, Internationale Keramikausstellung
- 1964, 1966, 1969, 1970, 2008, 2009: Leipzig, Grassi Museum für Angewandte Kunst
- 1971: Düsseldorf, Hetjens-Museum Düsseldorf, („Deutsche Keramik“)
- 1979: Berlin, Ausstellungszentrum am Fernsehturm („Kunst, Handwerk, Form, Gestaltung“)
- 1993: Berlin, Kunstgewerbemuseum[3]